# 1842 في المملكة المتحدة
فيما يلي قوائم الأحداث التي وقعت خلال عام 1842 في المملكة المتحدة.

## سياسة

### انتهاء فترة المنصب
- 1 أكتوبر – وليام لامب زعيم معارضة.

## مواليد

### أبريل
- 14 أبريل – كاثرين أيدوس

### مايو
- 13 مايو – آرثر سوليفان ملحن من المملكة المتحدة.

### يونيو
- 19 يونيو – والتر باج

### يوليو
- 26 يوليو – ألفرد مارشال عالم اقتصاد بريطاني.

### سبتمبر
- 20 سبتمبر – جيمس ديوار

### نوفمبر
- 12 نوفمبر – جون ويليام ستروت

## وفيات

### يناير
- 1 يناير – إدوارد ناثانيال بانكروفت (مواليد 1772) عالم نبات بريطاني.
- 1 يناير – جون بيلندن كير غاولر (مواليد 1764) عالم نبات من المملكة المتحدة.

### مارس
- 13 مارس – هنري شرابنل (مواليد 1761) مخترع من المملكة المتحدة.

### أبريل
- 28 أبريل – تشارلز بيل (مواليد 1774)

### نوفمبر
- 21 نوفمبر – ماريا غراهام (مواليد 1785) فنانة بريطانية.